# Язеп Гаврилик
Язеп Гаврилик  (біл. Іосіф Емяльянавіч Гаўрылік; 6 квітня 1893, с. Колодчино, Вілейський повіт - 8 грудня 1937, Санкт-Петербург)  — діяч білоруського руху в Західній Білорусі.

## Біографія
Закінчив Барунську вчительську семінарію. У 1922 один із засновників Радошковицької білоруської гімназії ім. Ф. Скорини. Активний діяч Товариства білоруської школи. 
З 1925 член БСРГ. У травні 1930 без його згоди зарахований до КПЗБ. 
У 1928 обраний послом до сейму Другої Речі Посполитої за списком Робітничо-селянської єдності. 
Один із творців і голова революційно-демократичної та національно-визвольної організації «Змагання».  Брав участь в організації видання творів класиків марксизму-ленінізму білоуською мовою, яку здійснювало «Змагання». 
У 1931 був позбавлений посольського імунітету і засуджений на 9,5 роки в'язниці. У 1932 обміняний на політичних в'язнів з СРСР.  Жив у Мінську. Працював завідувачем сектору (відділу) виконання Народного комісаріату освіти БРСР . 
Заарештований ГПУ БССР 1 вересня 1933 р. справі «Білоруського національного центру». 9 січня 1934 року засуджений до розстрілу, який замінили на 10 років заслання. В'язень Гулагу в Соловецькому таборі (СЛОН) і будівельних таборах Біломорсько-Балтійського каналу. 25 листопада 1937 року "трійка" НКВС по Ленінградській області засуджений до розстрілу. За деякими даними прийняв смерть, як глибоко релігійна людина (адже ще в 1920-і перейшов в баптизм ). 
Реабілітований за обома вироками 16 серпня 1956.